# Arachnopusia ajax
Arachnopusia ajax är en mossdjursart som beskrevs av Livingstone 1924. Arachnopusia ajax ingår i släktet Arachnopusia och familjen Arachnopusiidae. Inga underarter finns listade i Catalogue of Life.